# Cannone antigrandine

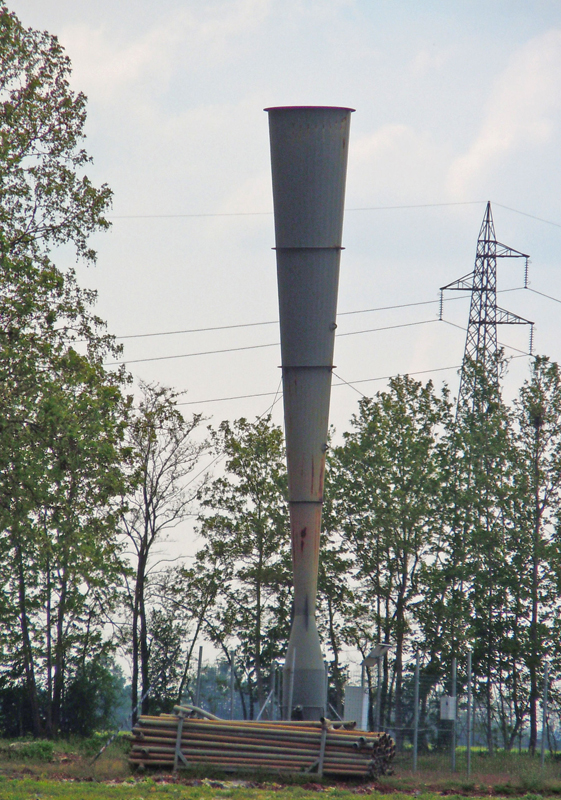
Cannone antigrandine

Il cannone antigrandine (o cannone ad onda d'urto) è un dispositivo dalla dubbia efficacia e scientificità che viene usato in agricoltura che permetterebbe alla grandine di non danneggiare le coltivazioni. Ha la stessa forma di un cannone normale, ma a cono rovesciato, e viene rivolto verso il cielo.
Durante i temporali, un'esplosione a salve, manda un'onda d'urto verso l'alto per spaccare le nuvole e impedirne la formazione di celle. Di solito se ne trova più di uno per coltivazione, magari uno per ogni lato, se si parla di produzione industriale.

## Evidenze scientifiche
Non vi è alcuna evidenza scientifica della reale efficacia di tali dispositivi. Una prova teorica dell'inefficacia di questo meccanismo è il fatto che l'onda d'urto del cannone antigrandine all'altezza in cui i cristalli di ghiaccio si formano è ormai forte come un battito di mani e quindi assolutamente trascurabile rispetto alle forze in gioco in un temporale; si confronti poi la potenza del rombo di un tuono con la potenza di un cannone antigrandine per capire l'inutilità di quest'ultimo.